# Guerra ottomano-persiana (1730-1735)
La guerra ottomano-persiana (1730-1735) fu combattuta fra l'Impero persiano e l'Impero ottomano. Dopo che il supporto ottomano non era riuscito a mantenere la dinastia Hotaki al trono della Persia occidentale che era stata garantita agli ottomani e che venne reincorporata all'interno dell'Impero persiano poco dopo. Il generale safavide Nadir, diede agli ottomani un ultimatum per ritirare le loro truppe, avviso che venne ignorato. Una serie di campagne permisero a ciascuna delle due parti di rimanere in guerra per quasi cinque anni. Infine con la vittoria persiana a Yeghevard, gli ottomani premettero per la pace riconoscendo l'integrità del territorio ottomano e l'egemonia persiana sul Caucaso.

## La guerra
Nella primavera del 1730, Nadir attaccò gli ottomani e riprese gran parte dei territori persi durante gli anni '20 del Settecento col tracollo dell'impero safavide. Gli afghani abdali soggiogati nelle prime campagne, si erano poi ribellati ed avevano assediato Mashhad, costringendo Nadir a sospendere la sua campagna per salvare suo fratello, Ebrahim, che era intrappolato a Mashhad. Nadir impiegò quattordici mesi per sconfiggere gli afghani che gli opposero fiera resistenza.
Le relazioni tra Nadir e lo scià andarono peggiorando dal momento che quest'ultimo era geloso dei successi militari del generale. Mentre Nadir era impegnato ad est, Tahmasp tentò di distinguersi lanciando una campagna per riprendere Erevan. Egli finì col perdere tutte le recenti acquisizioni di Nadir con gli ottomani, e siglò in trattato cedendo la Georgia e l'Armenia in cambio di Tabriz. Nadir vide quindi che era giunto il momento per archiviare il potere di Tahmasp e pertanto denunciò il trattato da lui concluso, cercando consenso popolare nella guerra conto gli ottomani. Nell'Isfahan, Nadir trovò Tahmasp ubriaco e lo mostrò ai cortigiani chiedendo loro se fosse decoroso per un sovrano trovarsi in quelle condizioni. Nel 1732 egli costrinse Tahmasp ad abdicare in favore del figlio dello scià ancora infante, Abbas III, di cui Nadir divenne reggente.
Nadir decise che avrebbe potuto riprendere il territorio dell'Armenia e della Georgia assediando la città ottomana di Baghdad e la offrì quindi in cambio delle province perdute, ma il suo piano venne compromesso quando il suo esercito venne sconfitto dal generale ottomano Topal Osman Pascià presso la città nel 1733. Nadir decise di riprendere le iniziative il prima possibile per salvare la sua posizione e per lo scoppio di rivolte in Persia. Egli fronteggiò Topal nuovamente, lo sconfisse e lo uccise. Assediò quindi Ganja nelle province settentrionali, guadagnandosi un'alleanza con i russi contro gli ottomani. Nadir raggiunse una grande vittoria sulle forze ottomane superiori numericamente a Yeghevard e dall'estate del 1735, Armenia e Georgia si trovarono nuovamente persiane. Nel marzo del 1735, siglò un trattato con i russi a Ganja col quale si accordò con questi affinché ritirassero tutte le loro truppe dal territorio persiano.

## Conseguenze
Il successo delle campagne di Nadir gli ottennero sì tanto prestigio che egli fu in grado di scalzare i safavidi dal trono e di stabilire la propria dinastia, quella degli Afsharidi al trono. La successiva campagna di Nadir lo portò a Kandahar dove detronizzò la dinastia Hotaki ancora una volta per poi invadere l'India. Durante la guerra ottomano-persiana del 1730-1735 inoltre Nadir lanciò la sua prima campagna contro il popolo dei Lezgini.